# Digestat
Le digestat (à ne pas confondre avec le compost) est le résidu du processus de méthanisation (digestion anaérobie) de matières organiques naturelles ou de Produits résiduaires organiques (PRO) ; l'autre produit étant le biogaz.

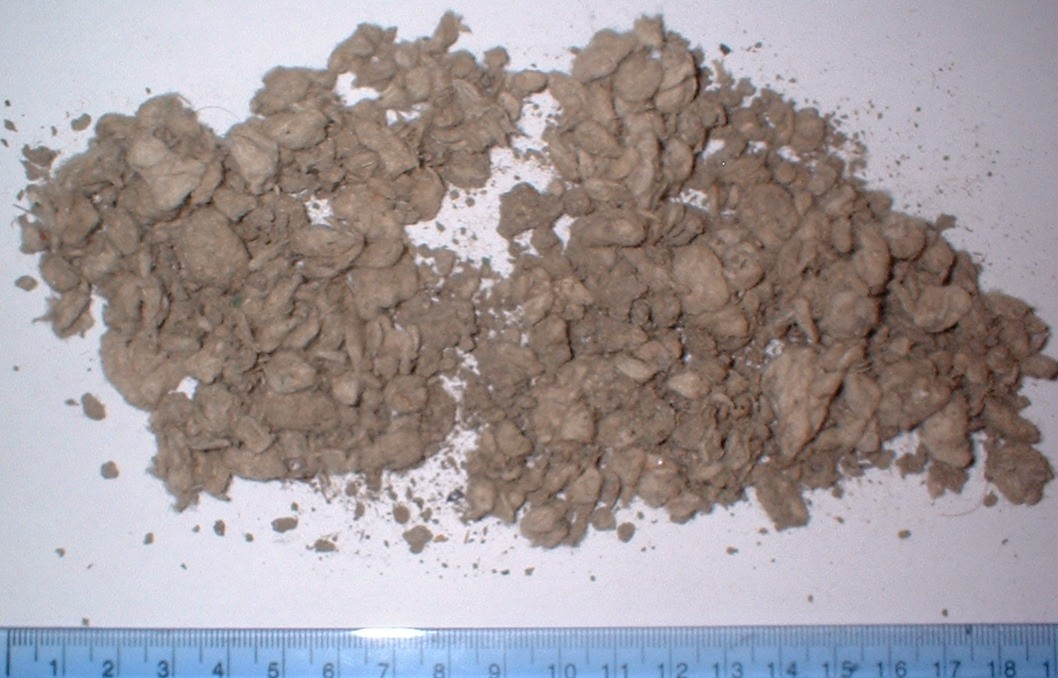
Digestat acidogène produit à partir d'un mélange de déchets municipaux (matières organiques).

C'est une matière (solide ou liquide pâteuse) qui représente entre 70 et 80 % de la masse introduite dans le digesteur, et qui est composée d'éléments organiques non minéralisés et de minéraux.
Le digestat peut être mis en « maturation aérobie », séché, chaulé… Sa fraction solide peut aussi être compostée ou cocompostée avec d'autres déchets ou produits organiques (matériaux ligneux par exemple). Si ses caractéristiques physicochimiques et biologiques le permettent (pas de contamination excessive par des ETM, composés organiques ou microbes ou parasite indésirables), il peut directement être épandu sur des sols cultivés, éventuellement après séparation de phases solides et liquides ou compostage, chaulage, etc. Il contribue ainsi au recyclage de biodéchets et au retour au sol des matières organiques promu par l'économie circulaire.

## Processus de production du digestat
Lors de la digestion par des bactéries anaérobies, 2/3 de la matière organique biodégradable (lipides, protides, glucides, cellulose, hémicellulose) sont altérés et en partie transformés en méthane (CH4) et en CO2. Au passage, une partie de l'azote est minéralisée, de même que le phosphore organique qui devient alors très bioassimilable. Le taux de matière sèche diminue. La lignine n'est pas dégradée sauf hydrolyse préalable.

## Caractéristiques

### Typologie
Le digestat stabilisé est généralement utilisable comme fertilisant ou comme amendement organique. Le type de digestat varie beaucoup selon la nature des intrants méthanisés, et un peu selon les modalités de la méthanisation (sèche, humide, rapide ou lente...). Les principaux critères pour distinguer les digestats sont la quantité d'azote total et la part de matière sèche, qui permettent de former six groupes :
- digestats liquides avec fibres (lisier, ensilage),
- digestats liquides riches en nutriments (boues d'épuration, résidus de l'industrie agroalimentaire),
- digestats liquides très riches en azote (biodéchets, déchet ménager, lisier),
- digestats solides riches en azote ammoniacal (fumier codigéré avec herbe),
- digestats solides (biodéchets, déchet ménager),
- digestats solides riches en fibres (fumier, ensilage)[5].

En France, Le projet « Valodim » vise à produire « des fertilisants adaptés aux besoins nutritionnels spécifiques des systèmes culturaux locaux, à prix compétitif et respectueux de l’environnement ». Le digestat serait d'abord traité pour en séparer la matière organique (stabilisée) des nutriments (azote, phosphore, potassium...). Puis il serait « recomposé » pour présenter un ratio de nutriments (NPK) correspondant aux besoins du client. 
En théorie et techniquement, la méthanisation peut s'appliquer au traitement de cadavres et/ou de SPAn (sous-produits d'origine animale) (classés en Europe déchets de catégorie 1 (à risque, en cas par exemple de contamination par un prion pathogène), de catégorie 2 (c'est-à-dire provenant de produits présentant un risque microbiologique ou étant lié à des résidus de médicaments vétérinaires) ou de catégorie 3 (sous-produits issus d’animaux sains), mais en raison de risques sanitaires et environnementaux, depuis la crise de la vache folle le principe de précaution implique dans de nombreux pays des restrictions et des agréments spécifiques.

### Valeur agrobiologique
Un digestat de qualité améliore le rendement agricole en apportant des nutriments et en contribuant à entretenir ou restaurer l'humification du sol (car la lignine et d'autres molécules impliquées dans l'humification sont relativement bien conservées lors de la digestion qui peut en outre dégrader certains polluants organiques et certains germes pathogènes). 
Les caractéristiques physicochimiques d'un digestat varient selon les intrants introduits dans le digesteur et selon le type de digestion. Elles étaient étudiées en observant ses effets sur les cultures, et depuis peu elles le sont aussi par fractionnement biochimique, par minéralisation potentielle du carbone et de l’azote, par traçage isotopique d'élément nutritifs, etc.
Sa valeur agronomique (fertilisante et amendante) varie selon les produits méthanisés, et selon qu'il soit liquide ou solide et son temps de maturation ; il s'évalue généralement selon deux types de critères :
1. des critères d'efficacité ; ils sont basés sur :
  - la capacité du résidu à améliorer ou les propriétés agrophysiques des sols (structure, rétention en eau, porosité totale, résilience à la compaction, capacité d’échange cationique, pH, etc.).
  - les effets d'amélioration biologique du sol biomasse et activité microbienne et des microinvertébrés.
  - effets fertilisants, grâce à sa teneur en azote (nitrate (NO3−) ; et ammonium (NH4+) qui constitue toujours plus de 70 % de l’azote total d'un digestat[1]),et à ses teneurs, plus variables en phosphore minéral toujours très biodisponible comme cela a été montré par traçage isotopique[1]), en potassium, soufre, calcium, magnésium et divers oligo-éléments.
2. des critères d’innocuité et de sécurité sanitaire et environnementale ; ils s'appuient sur :
  - une analyse de risque au regard de contamination par des éléments traces métalliques (As, Cd, Cr, Cu, Hg, Ni, Pb, Se, Zn) et/ou des radionucléides,
  - les risques liés à d'éventuels microbes, parasites (parasites (œufs d'Ascaris, etc.)) prions et/ou polluants organiques (hydrocarbures aliphatiques), hydrocarbures aromatiques polycycliques – HAP, halogénés – certains pesticides, PCB et dioxines, les autres composées organiques - pesticides)
  - la présence éventuelle de produits inertes mais susceptibles de poser des problèmes de sécurité physique (fragments de métaux, de céramiques ou de verres pointus ou coupants... microplastiques...)[8].

Au début des années 2000, des lacunes de connaissances sont encore à combler par exemple concernant les effets à long terme d'apports en digestat sur des sols cultivés ou pâturés, les effets des précurseurs d’humus formés lors de la maturation des digestats, la bioassimilabilité du phosphore, etc.

### Valeur économique
Elle dépend de la qualité du produit et donc du type d'intrants et de procédé, ainsi que de logiques "offre-demande" et sociopsychologiques. 
Au Canada, Martel et al. (2013) ont évalué la valeur de 35 m3 de lisier de porc digéré sur la base de son contenu en nutriments N, P et K, des coefficients d’efficacité. Dans ce cas l'agriculteur économisait 560 $/ha par rapport au coût d’achat des engrais minéraux NPK classiques.

## Usages: élimination ou valorisation
Ce sous-produit et déchet issu des unités de méthanisation peut être éliminé (directement ou sous forme de méthacompost) de trois principales manières : épandage à l'état brut, valorisation après traitement physique ou incinération.
L'épandage permet une valorisation agronomique (en respectant les contraintes locales, règlementaires notamment), sachant que la qualité agronomique du digestat dépendra en partie de la qualité des intrants, c'est-à-dire de la part de biodéchets (dont déchets verts et horticoles qui tendent à diminuer la teneur du digestat en éléments fertilisants (N, P, K) alors qu'une cométhanisation de sous-produits animaux et de lisier porcin contraire fera croître leur taux. Les digestats les plus "riches" en azote total et ammoniacal, ainsi qu’en phosphore total viennent de la méthanisation de Boues de station d'épuration d'effluents urbains ou d'une co-méthanisation de déjections animales (lisiers de porc en particulier) et de sous-produits animaux (Le fumier de porc, outre du cuivre et du zinc, peut contenir des composés phénoliques augmentant la teneur en phénols du digestat (s'il y avait une forte proportion de lisier de porc dans le méthaniseur) avec comme effet une réduction de l'activité microbiologique du sol après épandage). Un post-traitement du digestat peut chercher à concentrer, répartir ou diluer ces éléments fertilisants (ou d'éventuels polluants). Des techniques de "séparation de phase" permettent de séparément valoriser des digestats liquides (engrais quasi-minéral) et une fraction presque sèche, qui contient souvent l'essentiel du phosphore et qui est utilisable comme un amendement organique. Les digestats provenant de déchets urbains contiennent souvent plus d'indésirables (éléments traces métalliques et certains polluants organiques) que les digestats d'origine agricole, hormis ceux qui proviennent du lisier de porcheries industrielles, enrichis en cuivre et en zinc issus de l'alimentation animale et des suppléments alimentaires). Les polluants tels que dioxines, hydrocarbures aromatiques polycycliques (HAP), pesticides, PCB, paraffines chlorées, phtalates et composés phénoliques ont été retrouvés dans divers types de digestat, mais généralement à des teneurs inférieures aux normes européennes d'épandage, y compris pour les digestats (et composts) issus de biodéchets triés à la source (selon une étude suisse).
La valorisation (séchage ou granulation) permet de produire des matières fertilisantes plus faciles à utiliser en agriculture, comme de la struvite ou du sulfate d'ammonium, voire des engrais normés. Il est possible aussi d'utiliser certains digestats pour produire des substrats de culture maraichère ou horticole, en pot ou en serre (ex : digestat issu de bio méthanisation industrielle de fientes provenant de l'aviculture, comme alternative à la tourbe). Dans ce dernier cas pour obtenir une matière organique résiduelle correctement humifiée, il faut avoir produit un « méthacompost » ayant mûri dans de bonnes conditions et correctement hygiénisé. Ce substrat de culture doit en outre correspondre aux besoins des plantes qui y seront implantées (pH, aération et éléments minéraux).
Le digestat peut être utilisé comme combustible après séchage s'il est pollué mais contient encore une part significative d'hydrates de carbone combustibles (restes de cellulose et de lignocellulose). Leurs fractions minérales et en composés soufrés et azotés étant souvent élevées, ils laissent cependant une quantité importante de cendres et corrodent les parties métalliques des chaudières qui doivent être équipées de systèmes de postcombustion, filtration et lavage des fumées en raison d'émissions relativement élevées.
Le digestat peut aussi être utilisé comme matériel de recouvrement quotidien de sites d'enfouissement si les normes d'épandage ne sont pas atteintes (selon les contraintes locales).

## Règlementation

### Homologation
La demande de digestat homologué grandit en Europe ; en 2014, il n'y a eu que trois décisions d'homologation en France et ce furent les premières (signées le 18 février 2014). Une quatrième était à l'étude en 2015 avant un projet de consultation du public, selon le ministère de l'Agriculture[réf. souhaitée].  

### Hygiénisation
Elle n'est réalisée que dans une partie des cas (ex. : 10 % des cas pour 18 digestats étudiés en Suisse).
Elle peut être pratiquée avant ou après la digestion, et dure 2 à 5 heures (de 50 à 70 °C). 
Si la méthanisation des biodéchets a été faite à 55-60 °C (conditions thermophiles), on considère que l'hygiénisation est déjà partiellement acquise. Les indicateurs actuel de suivi sont généralement les entérocoques et clostridium perfringens.

### Statut juridique
En 2015, les producteurs de digestats agricoles et certaines administration cherchent encore à lui donner un statut facilitant sa valorisation en agriculture, ce qui passera par une homologation et le passage d'un statut actuel de déchet à celui d'un produit commercialisable homologué et/ou normé. 
Un projet de règlement européen est en cours d'écriture et la norme engrais organique (NF U 42-001/A10) doit être mise à jour, ce qui pourrait être l'occasion d'introduire une norme "digestat", ce qui reste difficile en raison de la grande variété de produits méthanisés.
Selon Pascal Soulabail (PDG de Géotexia Mené), l'un des défis à relever est de maitriser les entrées et leur dosage pour produire un digestat homogène (et stable dans le temps) et correspondant aux critères de l'homologation, alors que les quantités de déchets agricoles varient en tonnage et type selon les saisons et les années.
D'autres difficultés sont pour certains types de digestats liées aux teneurs en métaux lourds ou ETM, en certains résidus de différents pesticides ou en microbes pathogènes (qui ne sont pas toujours détruits par la chaleur comme dans le cas du compostage).

### En France
- EMAA : Plan Énergie Méthanisation Autonomie Azote. Ce plan a été lancé par les ministres du Développement durable et le ministère de l’Agriculture, le 29 mars 2013, qui visait à créer avant la fin 2020 1000 méthaniseurs à la ferme (contre 90 à fin 2012).

## Recherche
La tendance règlementaire et le contexte agroenvironnemental encouragent le recyclage agricole des matières organiques, aujourd'hui considérée « comme la meilleure alternative à d’autres filières de traitement des PRO », mais la diversité grandissante du gisement de matières fermentescible (nature, volume, localisation et éventuelles contaminations par des métaux lourds, des inhibiteurs de fermentation ou d'autres produits toxique ou écotoxiques) est source de certains risques pour les sols, les cultures, la biodiversité) ou pourrait ne pas correspondre aux besoins de certaines cultures ; l'agriculture de précision a besoin de maitriser les effets parfois ou potentiellement négatifs de certains digestats pour l'environnement et la santé, ce qui nécessiterait des données de court, moyen et long termes, statistiquement représentatives et fiables. 

Il a été confirmé en 2015, malgré un développement important de la méthanisation dans le monde, les effets attendus et réels du retour au sol des PRO étaient encore insuffisamment connus et documentés (ainsi selon une enquête de 2011 e en 2011 faite auprès des organismes français conduisant des essais de plein champ visant à documenter et/ou comprendre les effets du recyclage agricole de PRO), sur 437 essais de retour au sol de matières organiques conduits entre 1974 et 2012, moins de 2 %, concernaient les effets d'épandages de digestats ;  et seuls  trois essais sur 437 portaient sur le suivi d'éléments traces métalliques [ETM] et/ou de composés traces organiques [CTO] et des teneurs en pathogènes. Selon ses auteurs, cette étude a confirmé le « besoin de références sur les digestats de méthanisation toutes origines confondues » ; Dans les années 1990-1995, les nutriments les plus étudiés sont P2O5, K2O, CaO, MgO, et les ETM les mieux suivis dans les PRO épandus sont le cuivre (Cu) et un peu moins souvent le zinc (Zn), le cadmium (Cd), le chrome (Cr), le nickel (Ni) et le plomb (Pb), le taux carbone organique, le pH, la capacité d’échange cationique ainsi que la teneur en P2O5 et en azote total. 
La recherche s'intéresse notamment
- aux émissions d'ammoniac et de protoxyde d'azote à la suite de l'épandage ;
- au devenir et effets de biocides (dont antibiotiques et autres médicaments) parfois encore très présents dans le digestat ;
- En France un projet de recherche de six ans, nommé Valodim (Valorisation Optimal des DIgestats de Méthanisation) porté par six industriels et trois instituts de recherche, doté de 12,5 millions d'euros est financé par le programme Investissement d'Avenir :  utiliser un digestat n'est pas aussi simple qu'utiliser des engrais NPK prédosés. Il faut ajuster l'apport selon la mesure des taux de nutriments ; ce projet vise à séparer les nutriments (azote, phosphore, potassium...) de la matière organique pour ensuite les "remélanger" en un produit standardisé présentant les proportions NPK demandées[7].